# 붉은 매 (영화)
《붉은 매》(Red Hawk)는 한국에서 제작된 황정렬 감독의 1995년 애니메이션, 가족, 액션 영화이다. 장세준 등이 주연으로 출연하였고 정욱 등이 제작에 참여하였다.

## 출연

### 주연
- 장세준 - 정천
- 장광 - 묵풍

### 조연
- 최수민 - 령령
- 한수경 - 홍령
- 강수진 - 명락
- 설영범 - 단주
- 박상일 - 서봉
- 강구한 - 류
- 유해무 - 무풍
- 최옥희 - 화룡
- 이근욱 - 추롱
- 임성표 - 랑아
- 신흥철 - 소귀
- 송민경 - 고원
- 한택심 - 도신

## 기타
- 원작자: 소주완
- 원작자: 지상월
- 제작담당: 강유일
- 행정: 정연장
- 촬영부: 김경태
- 조연출: 이천우
- 음향: 타바크프로덕션
- 음향효과: 배상중
- 음향효과: 배영윤
- 주제가: 김창권
- 주제가: DJ DOC
- 주제가: 김창렬
- 주제가: 이하늘
- 주제가: 정재용
- 배경: 김재권
- 배경: 문길환
- 배경: 박명식
- 배경: 김원영
- 원화작감: 김성완
- 원화작감: 김동남
- 원화작감: 박성호
- 작화감독: 심상일
- 작화감독: 이동익
- 채색: 한미라
- 동화: 신성섭
- 동화작감: 최낙수
- 동화작감: 강은숙
- 동화작감: 서정석
- 기술감독: 박성필
- 선화: 강현숙
- 설정: 임종우
- 설정: 박효식
- 진행: 임종은
- 진행: 정송엽